# Giovanni Nesti
Pour les articles homonymes, voir Nesti.
Giovanni Nesti, né le 23 septembre 1922, à Livourne, en Italie et décédé le 20 mars 2011, à Turin, en Italie est un ancien joueur et entraîneur italien de basket-ball.